# Pelci nad Zadnjo Trento
Pelci nad Zadnjo Trento so vrhovi Julijskih Alp Zadnji Pelc (2315 m), Srednji Pelc (2338 m), Veliki Pelc (2388 m) ter najvišji in najbolj izrazit Pelc nad Klonicami (2442 m). Na drugi strani doline se nahaja tudi Trentski Pelc (2109 m), ki pa sicer ne spada v greben. glavni greben Pelcev ima ime tudi gore nad Srednjico. 

## Gore nad Srednjico

### Pelc nad Klonicami
Pelc nad Klonicami ali Pinja (2442 m) je izrazita gora, ki se nahaja v osrčju skupine Jalovca. 
Njegov vrh stoji na skrajnem severnem robu gorskega masiva Pelcev, na katerega smo gorniki pozabili. Greben se razteza od Zadnjega Pelca (2315 m) vse do omenjenega vrha po ozkem in strmem pobočju nad prepadi Zadnje Trente (900 m) in doline Bale (1181 m). Pod goro se nahaja Zavetišče pod Špičkom (2064 m), iz katerega pa lahko dosežemo vrh le s profesionalno plezalno opremo, saj nanj ne vodijo označene temveč le delno-označene poti. Iz vrha se vidijo gorske skupine Triglava (2864 m), Razorja (2601 m) in Prisanka (Prisojnika, 2547 m), Škrlatice (2740 m), Kanina (2587 m) ter Jalovca (2645 m) in Mangarta (2678 m). Ob lepem vremenu se vidijo tudi vrhovi Visokih Tur kot so Großvenediger (3657 m) in Großglockner (3797 m).

### Veliki Pelc
Veliki Pelc (2388 m) je po višini drugi, zato je tudi lažje dostopen. Lahko ga po grebenski poti dosežemo iz Bavšice ali Zapotoka (Zadnje Trente). Ko ga gledamo izpod Vršiča izgleda kot neizrazit in nepomemben vrh, v resnici pa je Veliki Pelc nekaj čisto drugega in je lahko zelo lep cilj. 

### Srednji Pelc
Srednji Pelc (2338 m) je še lažje dosegljiv. Imamo dostop nanj iz Bavšice (3 poti), ki peljejo:
1. Mimo Planine Bukovec,
2. Do Prevale in na greben Pelcev,
3. Na preval Čez Brežice in na Pelc nad Klonicami ter po grebenu na Srednji Pelc.

### Zadnji Pelc
Zadnji Pelc (2315 m) ima zaradi nižje višine še lažji dostop. V njegovi vzhodni steni so splejane tudi nekatere plezalne smeri raznolike zahtevnosti.

### Pelc za Rušo
Pelc za Rušo (2133 m) je znan tudi kot Griva. Od vseh Pelcev je slednji najmanj znan. Ima strma travnata pobočja, ki so pravzaprav meja me gredinama Srednjica in Velika Planina.

## Trentski Pelc
Trentski Pelc (2109 m) je od grebena ločen, zaradi tega je tudi okoli 200 m nižji. V Trento pada z dokaj strmimi pobočji, na drugo stran pa s skoraj navpično steno. Na nobeno od navedenih gora ne vodijo označene poti. Na greben Pelcev vodi neoznačena pot, na Trentskem Pelcu pa vlada brezpotje.